# Fermín Palacios
Fermín Palacios est un homme politique salvadorien. Il gouverne le Salvador comme Sénateur désigné (c'est-à-dire en tant que président par intérim) du 1er au 7 février 1844, du 16 février au 25 avril 1845, du 1er au 21 février 1846 et du 12 au 21 juillet 1846.

## Biographie
Il naît à San Salvador. Fermín Palacios se voit remettre la présidence par Pedro José Arce. Sa période de gouvernance est une phase de transition et de conciliation entre les forces politiques du Général Francisco Malespín et celles de l'Évêque de San Salvador Jorge Viteri y Ungo, qui cherchait à obtenir le pouvoir. Entre le 1er et le 7 février 1844 a lieu une lutte dans l'Assemblée législative, laquelle débouche sur l'élection de Malespín à la présidence.
Le 7 février 1844, Fermín Palacio reçoit le gouvernement du Colonel Joaquín Eufrasio Guzmán, vice-président de Malespín, qui vient d'obtenir la présidence.
Le 17 février 1845, le Sénat du Salvador considère comme recevable l'accusation contre Malespín. Il commande la saisie de ses biens et de ceux de tous ses partisans ; le gouvernement déclare traîtres tous ceux qui leur apporteraient de l'aide. Palacios reçoit à nouveau la présidence.
Le 20 mars 1845 le Gouvernement du Salvador La Veloz Salvadoreña, et la place sous le commandement de Juan Dheming. Le 25 avril 1845, Palacios remet la présidence au Joaquín Eufrasio Guzmán.
Palacios reçoit à nouveau la présidence le 1er février 1846 du général Joaquín Eufrasio Guzmán. Des élections sont finalement tenues, amenant l'élection le 21 février de Eugenio Aguilar.
Fermín Palacios arrive pour la 4ème fois à la présidence. Le 12 juillet 1846, d'Aguilar. Le lendemain de son accession au pouvoir, il décrétait l'état de siège, en raison de la situation politique provoquée par le conflit avec Jorge Viteri y Ungo. Son esprit de conciliation ne parvint pas à contenir les ambitions politiques de l'évêque. 
Le 21 juillet 1846, il remet à nouveau le pouvoir au président Eugenio Aguilar. 